# Vincent Voiture
Vincent Voiture (ur. 24 lutego 1597 w Amiens, zm. 26 maja 1648 w Paryżu) – poeta francuski.
Był związany z dworem Gastona Orleańskiego, później Ludwika XIII. Znany był jako bywalec salonu literackiego markizy de Rambouillet. Uchodził za najwybitniejszego poetę i epistolografa z kręgu préciosité. Jego utwory zostały opublikowane w 1650 roku.